# Лю Цисінь
Лю Цисінь (кит. трад. 劉慈欣, спр. 刘慈欣, піньїнь: Liú Cǐxín, 23 червня 1963, Пекін, Китайська Народна Республіка) — китайський письменник-фантаст, вважається обличчям китайської фантастики, а також найбільш плідним і популярним фантастом Китаю. Лауреат премії Г'юго, дев'ятиразовий лауреат премії «Галактика» з науково-фантастичної літератури, двічі нагороджений премією «Туманність». Працює в жанрі «жорсткої» наукової фантастики.

## Біографія
Лю Цисінь народився 23 червня 1963 року в Пекіні, КНР, в родині працівника Китайського інституту досліджень вугілля.
1966 року під час Культурної революції його батько з родиною змушений був перебратися в Янцюань, провінція Шаньсі, де працював на вугільній шахті. Через те, що шахта була зоною війни між різними фракціями і угрупуваннями Культурної революції, батьки відправили сина жити в рідне село в повіті Лушань, провінції Хенань. Там пройшло його дитинство. Через походження з родини інтелігенції, попри численні заяви його не прийняли у піонери у початковій школі. За словами Цисіня, це дуже вплинуло на його подальше життя: він відчував сором, але отримав внутрішню силу, аби впоратися з невдачами.
Лю отримав технічну підготовку у Північно-Китайському інституті водних ресурсів та електроенергетики, який закінчив 1985 року. З 1985 до 2009 року він працював інженером-комп'ютерником на розташованій в Янцюані вугільній електростанції, поки її не було закрито з екологічних міркувань.
У липні 2018 року Лю Цисінь обійняв посаду радника (англ. chief thinker) з питань інновацій в китайській філії венчурної інвестиційної компанії IDG Capital.
Лю одружений і має дочку.

## Творчість
Лю Цисінь з дитинства любив читати науково-фантастичні твори, був фанатом фантастики, особливо Артура Кларка і Жуля Верна. На його жаль, доступних творів під час Культурної революції було небагато, тому всі знайдені науково-фантастичні книги читалися неодноразово. Ще у старшій школі вперше спробував писати.
Згодом Лю Цисінь відзначав, що «2001: Космічна Одіссея» і «Побачення з Рамою» Кларка, мали найбільший вплив на стиль його письма. Він навіть припускає, що «всі його твори є поганими імітаціями творів Кларка». Другим за впливом Лю вважає Джорджа Орвелла, завдяки якому зрозумів значні можливості фантастики у відтворенні критичного погляду на сучасність. Не менш вагомим і улюбленим для нього твором він назвав «Марсіанські хроніки» Рея Бредбері.
Лю створив чимало оповідань, але успіху в редакціях не мав. 1989 року Лю, за допомогою редактора WordStar для DOS, надрукував свій перший довгий науково-фантастичний твір «Ера Наднової» (超新星纪元), як і більш ранні праці, її протягом багатьох років ніхто не бажав видавати.
1999 року Лю Цисінь, нарешті, був помічений редакторами часопису «Світ наукової фантастики» (кит.: 科幻世界). Вони визнали автора незрілим, але вартим навчання, п'ять перших оповідань Лю були піддані значному редагуванню, задля відповідності стилю і рівню часопису, і в червні 1999 року видали «Пісню кита» (кит.: 鲸歌) та «Кінець мікрокосму» (кит.: 微观尽头). В наступному, липневому номері часопис опублікував «Космічний колапс» (кит.: 宇宙坍缩).
Ця подія стала стартом науково-фантастичного шляху Лю Цисіня. Оповідання отримали схвальні відгуки читачів «Світу наукової фантастики» і критики, подальші публікації не забарились. «З її очима» (кит.: 带上她的眼睛) вийшов у жовтневому номері того ж року. У лютому 2000 року виходить «Вогняна Земля» (кит.: 地火), у липневому номері «Мандрівна Земля» (кит.: 流浪地球), в січні 2001 року опубліковано «Сільського вчителя» (кит.: 乡村教师).
Серія науково-фантастичних оповідань продемонструвала якісний ріст письменника. Незабаром ці твори отримали найвищу китайську науково-фантастичну премію «Галактика»: перша премія 1999 року за «З її очима», спеціальна премія 2000 року за «Блукаючу Землю», подвійна нагорода 2001 року за «Всечастотне електронне блокування» та «Сільський вчитель». З 1999 по 2005 роки Лю Цисінь отримав вісім премій.
Нові плани редакції «Світ наукової фантастики» щодо необхідності великої форми збіглися з новими ідеями Лю Цисіня і його бажанням створити роман. З травня і до кінця 2006 року роман «Три тіла» (кит.: 三体) щомісячно виходив частинами у «Світі наукової фантастики». «Три тіла» мав великий успіх серед китайських читачів. Того ж року він отримав премію «Галактика», а 2008 року вийшов окремою книгою.
Переклад «Трьох тіл» англійською, виконаний Кеном Лю і надрукований 2014 року у видавництві Tor Books під назвою «Проблема трьох тіл» (англ. Three-body problem) вивів роман, Лю Цисіня і китайську фантастику на світовий рівень. 2014 року роман номіновано на премію Неб'юла, наступного року він виграв премію Г'юго і номінувався на премію Локус і Меморіальну премія Джона Кемпбелла. 

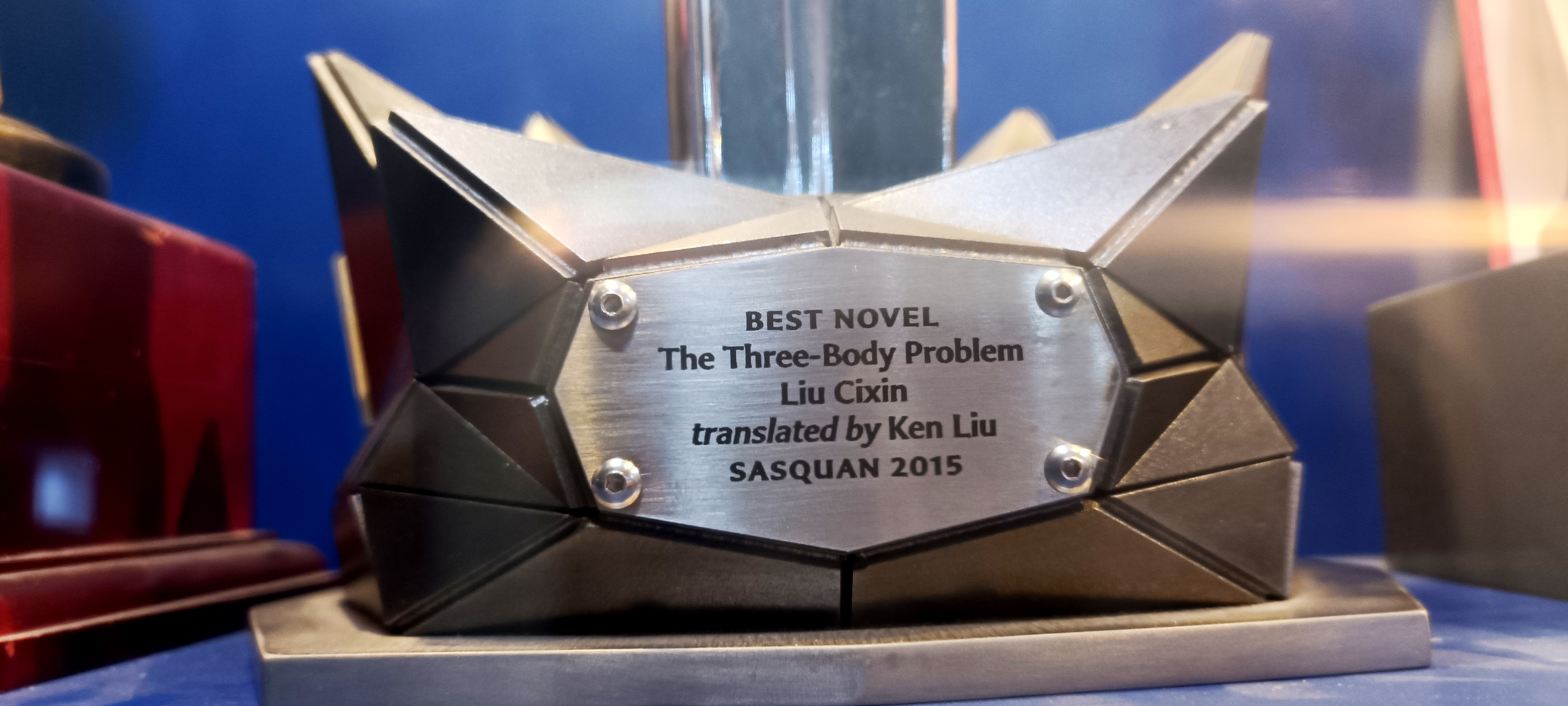
Отриманий письменником приз Г'юго

Впродовж наступних трьох років його перекладено турецькою, в'єтнамською, португальською, іспанською, французькою, тайською, угорською, українською, грецькою, чеською, німецькою, польською, російською та італійською мовами.
Друга частина трилогії «Пам'ять про минуле Землі», роман «Темний ліс» (2008) і третя частина «Вічне життя Смерті» (2010), переконливо довели майстерність автора. Трилогію високо оцінили Кім Стенлі Робінсон, Бен Бова, Девід Брін.
За словами Джорджа Мартіна, «Це сильна книга, амбіційна книга, гідний переможець … і перший Г'юго, який поїде до Китаю, це круто.» Відомий американський журнал «Нью-Йоркер» в огляді, присвяченому «Проблемі трьох тіл» та її автору, порівняв Лю Цисіня з китайським Артуром Кларком.

### Романи
- 2002	«Диявольські цеглини»	(кит.: 魔鬼积木)
- 2003 	«Ера наднової»	(кит.: 超新星纪元)
- 2004  «Кульова блискавка»	«кит.: 球状闪电»

Трилогія «Пам'ять про минуле Землі»  (кит.: 地球往事):
- 2006 «Проблема трьох тіл» (кит.: 三体)
- 2008 «Темний ліс» (кит.: 黑暗森林)
- 2010 «Вічне життя Смерті» (кит.: 死神永生)

### Оповідання і повісті
- 1999 	«Пісня кита» (кит.: 鲸歌)
- 1999  «Кінець мікрокосму» (кит.: 微观尽头)
- 1999	«Космічний колапс» (кит.: 宇宙坍缩)
- 1999	«З її очима»	(кит.: 带上她的眼睛)
- 2000	«Вогняна Земля»	(кит.: 地火)
- 2000	«Мандрівна Земля» (кит.: 流浪地球)
- 2001 	«Сільський вчитель» (кит.: 乡村教师)
- 2001	«Мікро-вік» (кит.: 微纪元)
- 2001	«Всечастотне електронне блокування» (кит.: 全频带阻塞干扰)
- 2001  «Волокно» (кит.: 纤维)
- 2001	«Доля»	(кит.: 命运)
- 2001  «Посланець» (кит.: 信使)
- 2002 	«Китайське сонце» (кит.: 中国太阳)
- 2002  «Море мрії» (кит.: 梦之海)
- 2002  «Метелик хаосу» (кит.: 混沌蝴蝶)
- 2002	«Ера Ангела» (кит.: 天使时代)
- 2002	«Поглинач»	(кит.: 吞食者)
- 2002  «Вестерн»	(кит.: 西洋)
- 2003	«Поетична хмара» (кит.: 诗云)
- 2003	«Слава та мрія»	(кит.: 光荣与梦想)
- 2003	«Земна гармата»	(кит.: 地球大炮)
- 2003	«Мислитель»	(кит.: 思想者)
- 2004  «Мильні бульбашки Юаньюань» (кит.: 圆圆的肥皂泡)
- 2004	«Зустріч динозаврів з мурахами»	(кит.: 当恐龙遇上蚂蚁)
- 2004	«Дзеркало» (кит.: 镜子)
- 2005	«Виховання бога» (кит.: 赡养上帝)
- 2005  «Радість» (кит.: 欢乐颂)
- 2005	«Зарплатня людства» (кит.: 赡养人类)
- 2006 	«Гора»	(кит.: 山)
- 2010  «Життя» (кит.: 人生)
- 2014  «4 січня 2018»   (кит.: 2018年1月4号)
- 2015  «Юань» (кит.: 圆)
- 2018  «Золоте поле» (кит.: 黄金原野)

### Збірки оповідань
- 2003  «Ейнштейнівський екватор» (кит.: 爱因斯坦赤道)
- 2004 «З її очима» (кит.: 带上她的眼睛)
- 2008	«Блукаюча Земля» (кит.: 流浪地球)
- 2008 «Диявольські цеглини» (кит.: 魔鬼积木)
- 2014 «Міграція у часі» (кит.: 时间移民)
- 2015 «Море мрій» （кит.: 梦之海）
- 2016 «Тягар спогадів» (англ. The Weight of Memories)

## Нагороди і визнання

### Лауреат
- 2015: Премія «Г'юго» за найкращий роман «Проблема трьох тіл» (англ. The Three-Body Problem), в перекладі Кена Лю[15]
- 2017: Премія «Локус» за найкращий науково-фантастичний роман «Кінець смерті» (англ. Death's End), в перекладі Кена Лю[16]
- 2017: Премія імені Курда Лассвіца за кращий іноземний твір «Три сонця» (нім. Die Drei Sonnen), в перекладі Мартіни Хассе[17]
- 2017: Премія «Ігнотус» за кращий іноземний роман «Проблема трьох тіл» (ісп. El problema de los tres cuerpos)[18]

- 1999: Премія «Галактика» за оповідання «З її очима» (кит.: 带上她的眼睛)
- 2000: Премія «Галактика» за оповідання «Блукаюча Земля» (кит.: 流浪地球)
- 2001: Премія «Галактика» за оповідання «Всечастотне електронне блокування» (кит.: 全频带阻塞干扰)
- 2002: Премія «Галактика» за оповідання «Китайське сонце» (кит.: 中国太阳)
- 2003: Премія «Галактика» за оповідання «Земна гармата» (кит.: 地球大炮)
- 2004: Премія «Галактика» за оповідання «Дзеркало» (кит.: 镜子)
- 2005: Премія «Галактика» за оповідання «Зарплатня людства» (кит.: 赡养人类)
- 2006: Премія «Галактика» за роман «Три тіла» (кит.: 三体)
- 2010: Премія «Галактика» за роман «Вічне життя Смерті» (кит.: 死神永生)
- 2011: Премія «Туманність» за найкращий роман «Вічне життя Смерті» (кит.: 死神永生)[19]
- 2014: Премія «Галактика» за видатні заслуги
- 2015: Премія «Туманність» спеціальна нагорода оргкомітету[20]

### Номінації
- 2015: Премія «Неб'юла» за найкращий роман «Проблема трьох тіл» (англ. The Three-Body Problem), в перекладі Кена Лю[21]
- 2015: Меморіальна премія імені Джона Кемпбелла за роман «Проблема трьох тіл» (англ. The Three-Body Problem), в перекладі Кена Лю[22]
- 2015: Премія «Прометей» за найкращий роман «Проблема трьох тіл» (англ. The Three-Body Problem), в перекладі Кена Лю[23]
- 2017: Grand prix de l'Imaginaire за найкращий іноземний роман «Проблема трьох тіл» (фр. Le Problème à trois corps)[24]

## Переклади українською
- Лю Цисінь. Проблема трьох тіл / пер. з кит. Євген Ширинос. — К. : BookChef, 2017. — 432 с. — ISBN 978-617-7559-08-4.
- Лю Цисінь. Темний ліс / пер. з кит. Євген Ширинос. — К. : BookChef, 2019. — 704 с. — ISBN 978-617-7561-08-7.
- Лю Цисінь. Вічне життя Смерті / пер. з кит. Євген Ширинос. — К. : BookChef, 2021. — 816 с. — ISBN 978-966-9930-08-8.